# Porella hohnelliana
Porella hohnelliana là một loài rêu trong họ Porellaceae. Loài này được Stephani mô tả khoa học đầu tiên.
Danh pháp khoa học của loài này chưa được làm sáng tỏ. 